# Улица Литвина-Седого
У́лица Литвина́-Седо́го — улица в Центральном административном округе (ЦАО) Москвы на территории Пресненского района между Красногвардейским бульваром и улицей Подвойского.

## Происхождение названия
Названа в 1957 году в честь З. Я. Литвина-Седого (1879—1947) — революционера, участника Гражданской войны.
Мемориальная доска, находившаяся на доме № 2, не сохранилась.

## Описание
Улица Литвина-Седого начинается от Красногвардейского бульвара, проходит на запад, пересекает Стрельбищенский переулок и выходит на улицу Подвойского. Нумерация домов начинается со стороны Красногвардейского бульвара.

## Здания и сооружения
По нечётной стороне:
- №1, 3, 7, 9 — ансамбль жилых домов 1950-х, исторически ценный градоформирующий объект
- № 3А — ОМВД "Пресненский" ГУМВД Москвы, бывшее Краснопресненское РУВД; спортивный клуб «Московский будокан»;
- № 5А — детективное агентство «След»;
- № 5, строение 1 — Медполимерпром, офис «Бинецкий и Партнёры» (московская коллегия адвокатов);

По чётной стороне:
- № 10, с.3 — Московский архитектурный институт.